# Philodromus marxi
Philodromus marxi là một loài nhện trong họ Philodromidae.
Loài này thuộc chi Philodromus. Philodromus marxi được Eugen von Keyserling miêu tả năm 1884.